# Новомиколаївка (Єланецький район)
Новомикола́ївка — колишнє село Водяно-Лоринської сільської ради Єланецького району Миколаївської області.
11 липня 2014 року рішенням Миколаївської обласної ради зняте з обліку .

## Населення

### Мова
Розподіл населення за рідною мовою за даними перепису 2001 року:
| Мова       | Кількість | Відсоток |
| ---------- | --------- | -------- |
| українська | 88        | 100%     |

## Відомі люди
- Явоненко Олександр Федотович — український біолог, педагог, член-кореспондент АПН України з 1994.